# Polimorf kód
A számítástechnikában a polimorf kód olyan kód, amely egy polimorf motort használ a mutációhoz, miközben az eredeti algoritmust érintetlenül tartja. Vagyis a kód minden futás közben megváltozik, de a kód funkciója (szemantikája) egyáltalán nem. Például az 1+3 és a 6-2 ugyanazt az eredményt adja, miközben különböző értékeket és műveleteket használ. Ezt a technikát néha számítógépes vírusok, shell-kódok és számítógépes férgek használják jelenlétük elrejtésére.
A forráskód elrejtésére a titkosítás a leggyakoribb módszer. Ezzel a kód törzsét (payload) titkosítják, így értelmezhetetlenül fog megjelenni. Ahhoz, hogy a kód a korábbiakhoz hasonlóan működjön, egy visszafejtési funkcióra van szükség. Ez a hozzáadott funkció a kód végrehajtásakor beolvassa a kód törzsét és visszafejti, mielőtt futtatná azt.
A titkosítás önmagában nem polimorfizmus. A polimorf viselkedés elérése érdekében a titkosító/visszafejtő pár a kód minden példányában mutálódik. Ez lehetővé teszi, hogy azonos működéső kódok többféle verzióban létezzenek.

## Rosszindulatú kód
A legtöbb víruskereső szoftver és behatolás-észlelő rendszer (IDS) úgy próbálja megtalálni a rosszindulatú kódot, hogy átvizsgálja a számítógépes hálózatokon keresztül küldött fájlokat és adatcsomagokat. Ha olyan mintákat talál, amelyek megfelelnek az ismert számítógépes vírusoknak vagy férgeknek, akkor megfelelő lépéseket tesz a fenyegetés semlegesítésére. A polimorf algoritmusok megnehezítik az ilyen szoftverek számára a kártevő kód felismerését, mert állandóan mutálódnak.
A rosszindulatú programozók arra törekednek, hogy a titkosítatlan visszafejtő motor a vírus vagy a féreg minden egyes sokszorozódásakor különbözzön. A vírusirtó szoftver kifinomult mintaelemzéssel keresi meg a mögöttes mintákat a visszafejtő motor különböző mutációi között, remélve, hogy megbízhatóan felismeri az ilyen kártevőket.
A polimorf obfuszkáció leküzdésének egy hatékony módja az emuláció, melynek során egy virtuális környezetben hagyják a kártékony programot kicsomagolódni, mielőtt más módszereket alkalmaznának, például a hagyományos aláírás-ellenőrzést. Az ilyen virtuális környezetet néha homokozónak (sandbox) hívják. A polimorfizmus nem védi meg a vírust az ilyen emulációval szemben, ha a visszafejtett kódtörzs ugyanaz marad, függetlenül a visszafejtési algoritmus változataitól. A felismerés tovább bonyolítása céljából a metamorf kód technikáját is alkalmazzák, minek során a vírus úgy fut le, hogy nincsenek azonosítható kódblokkjai a memóriában, amelyek két fertőzés között ugyanazok maradnának.
Az első ismert polimorf vírust Mark Washburn írta. Az 1260-nak nevezett vírus 1990-ben jelent meg. Egy ismertebb eset a Dark Avenger hacker által 1992-ben létrehozott polimorf vírus, mely elkerülte a vírusirtó szoftverek mintafelismerését. Egy gyakori és igen fertőző polimorf vírus a Virut.

## Példa
Ez a példa valójában nem polimorf kód, viszont jó betekintést nyújt a titkosítás világába az XOR operátor által. Például egy olyan algoritmusban, amely használja az A és a B változókat, viszont a C változót nem, nagy mennyiségű kód lehet, amely megváltoztatja a C változó értékét, de ez nem lenne hatással magára az algoritmusra és az eredményre.
```
  sok titkosított kód
  . . .
Visszafejtési_Kód:
  C = C + 1
  A = Titkosított
Ciklus:
  B = * A
  C = 3214 * A
  B = B XOR Kulcs
  *A = B
  C = 1
  C = A + B
  A = A + 1
  UGRÁS Ciklus HA A != Visszafejtési_Kód
  C = C ^ 2
  UGRÁS Titkosított
Kulcs:
  valami_véletlen_szám
```

A titkosított kód a kód törzse (payload). A kód különböző verzióinak elkészítéséhez minden másolatban megváltoznak a C változót manipuláló értelmezhetetlen sorok. A „Titkosított” részben („sok titkosított kód”) levő kód a Visszafejtési_Kód és a Kulcs között keres, valamint minden hasonló új algoritmusban. Általában a programozó nulla kulcsot használ (A xor 0 = A) a vírus első generációjához, megkönnyítve ezzel a dolgát, mert így a kód még nincs titkosítva. Ezután bevezet egy növekedő vagy egy véletlenszerű algoritmust a kulcs generálásához.

## Polimorf titkosítás
A polimorf kód felhasználható titkosító algoritmus létrehozására is. Az alábbi kód a StringEncrypt szolgáltatától származik. Egy karakterláncot vagy egy fájl tartalmát véletlenszerű titkosítási parancsokkal titkosítja, és polimorf visszafejtő kódot generál hozzá:
```
// encrypted with https://www.stringencrypt.com (v1.1.0) [C/C++]

// szLabel = "Wikipedia"

wchar_t
 
szLabel
[
10
]
 
=
 
{
 
0xB1A8
,
 
0xB12E
,
 
0xB0B4
,
 
0xB03C
,
 
0x33B9
,
 
0xB30C
,
 
0x3295
,
 
0xB260
,

                        
0xB5E5
,
 
0x35A2
 
};

 

for
 
(
unsigned
 
int
 
tUTuj
 
=
 
0
,
 
KRspk
 
=
 
0
;
 
tUTuj
 
<
 
10
;
 
tUTuj
++
)

{

    
KRspk
 
=
 
szLabel
[
tUTuj
];

    
KRspk
 
^=
 
0x2622
;

    
KRspk
 
=
 
~
KRspk
;

    
KRspk
--
;

    
KRspk
 
+=
 
tUTuj
;

    
KRspk
 
=
 
(((
KRspk
 
&
 
0xFFFF
)
 
>>
 
3
)
 
|
 
(
KRspk
 
<<
 
13
))
 
&
 
0xFFFF
;

    
KRspk
 
+=
 
tUTuj
;

    
KRspk
--
;

    
KRspk
 
=
 
((
KRspk
 
<<
 
8
)
 
|
 
(
 
(
KRspk
 
&
 
0xFFFF
)
 
>>
 
8
))
 
&
 
0xFFFF
;

    
KRspk
 
^=
 
0xE702
;

    
KRspk
 
=
 
((
KRspk
 
<<
 
4
)
 
|
 
(
 
(
KRspk
 
&
 
0xFFFF
)
 
>>
 
12
))
 
&
 
0xFFFF
;

    
KRspk
 
^=
 
tUTuj
;

    
KRspk
++
;

    
KRspk
 
=
 
(((
KRspk
 
&
 
0xFFFF
)
 
>>
 
8
)
 
|
 
(
KRspk
 
<<
 
8
))
 
&
 
0xFFFF
;

    
KRspk
 
=
 
~
KRspk
;

    
szLabel
[
tUTuj
]
 
=
 
KRspk
;

}

 

wprintf
(
szLabel
);

```

Ebben a C++ példában minden karaktert Unicode formátumban, titkosított formában tároltak. Különböző titkosítási parancsokat használtak, mint például bitszintű XOR, NOT, összeadás, kivonás, rotálás. Minden véletlenszerű: a titkosítási kulcsok, a rotációk mennyisége, a titkosítási parancsok sorrendje. A kimeneti kód C / C++, C #, Java, JavaScript, Python, Ruby, Haskell, MASM, FASM és AutoIt nyelveken generálható, és minden alkalommal más. Nem lehet általános visszafejtő programokat írni, és a polimorf titkosítással lefordított kódot minden egyes újratitkosításkor elemezni kell.

## Fordítás
Ez a szócikk részben vagy egészben  a   Polymorphic code című angol Wikipédia-szócikk ezen változatának fordításán alapul.  Az eredeti cikk szerkesztőit annak laptörténete sorolja fel. Ez a jelzés csupán a megfogalmazás eredetét és a szerzői jogokat jelzi, nem szolgál a cikkben szereplő információk forrásmegjelöléseként.